# ニタルソン
ニタルソン（英：Nitarsone）は有機ヒ素化合物であり、体重増加、飼料効率の改善、ヒストモナス症（黒頭病）予防のための飼料添加物として養鶏に使用されている。ゾエティスからHistostatとして販売されている。
ニタルソンはかつて、ロキサルソン、アルザニル酸、カルバルソンとともに、家禽への給餌用としてアメリカ食品医薬品局が承認した4種類のヒ素を含む動物用医薬品のひとつであった 。しかし、2011年に米国でロキサルソンの販売が中止されたため、ニタルソンは米国で実際に販売されている唯一のヒ素を含む動物用医薬品と考えられていた。2013年9月、FDAはゾエティスとFleming Laboratoriesがロキサルソン、アルサニル酸、カルバルソンの使用を自主的に撤退することに合意したと発表し、米国で食用動物への使用が承認されているヒ素化合物はニタルソンだけになった。しかし、2015年、FDAはニタルソンの動物飼料への承認を2015年末に取り消すこととした。